# Leocomiopsis scaramuzzai
Leocomiopsis scaramuzzai is een halfvleugelig insect uit de familie Aphrophoridae. De wetenschappelijke naam van deze soort is voor het eerst geldig gepubliceerd in 1944 door Metcalf & Bruner.